# 이천무
이천무(2014년 2월 24일~)는 대한민국의 배우이다.

## 출연

### 방송

#### 드라마
- 2020년 TvN 주말드라마 《하이바이, 마마!》 - 아이스크림 남아 역
- 2020년 tvN 목요드라마 《슬기로운 의사생활》 - 원준 역
- 2020년 KBS2 주말드라마 《한 번 다녀왔습니다》 - 아이스크림 아이 역
- 2020년 OCN 주말드라마 《미씽: 그들이 있었다》 - 어린 장명규 역 (강승호 아역)
- 2020년 JTBC 월화드라마 《18 어게인》 - 어린 홍시우 역 (려운 아역)
- 2020년 KBS2 주말드라마 《오! 삼광빌라!》 - 어린 이라훈 역 (려운 아역)
- 2021년 JTBC 수목드라마 《시지프스 : the myth》 - 돌담 아들 역
- 2021년 SBS 금토드라마 《모범택시》 - 마리아 동생 역
- 2020년 SBS 아침드라마 《불새 2020》 - 서정민 역
- 2022년 tvN 월화드라마 《고스트 닥터》 - 오승조 역
- 2022년 SBS 금토드라마 《악의 마음을 읽는 자들》 - 어린 송하영 역 (김남길 아역)
- 2022년 MBC 금토드라마 《닥터 로이어》 - 이호준 역
- 2022년 KBS2 수목드라마 《당신이 소원을 말하면》 - 호연 역
- 2022년 tvN 월화드라마 《멘탈코치 제갈길》 - 어린 제갈길 역 (정우 아역)
- 2022년 tvN 월화드라마 《미씽: 그들이 있었다2》 - 이영림 역
- 2023년 SBS 금토드라마 《법쩐》 - 어린 은용 역 (이선균 아역)
- 2024년 tvN 단막극 《O'PENing - 고물상 미란이》 - 한민범 역
- 2024년 KBS2 단막극 《드라마 스페셜 - 사관은 논한다》 - 어린 동궁 역 (남다름 아역)
- 2024년 KBS2 일일드라마 《신데렐라 게임》 - 어린 황진구 역 (최상 아역)

### 광고
- 2018년 위닉스 공기청정기 - 실내 공기의 위협 편
- 2018년 위닉스 공기청정기 - 실외 환경의 위협 편
- 2020년 롯데 칠성사이다 - 기차여행 편
- 2020년 기아자동차 스팅어
- 2020년 초록우산 어린이재단
- 2021년 신한금융그룹
- 2021년 오늘의 집
- 2021년 오레오
- 2021년 슈퍼윙스